# Grand Prix Formule 1 van Brazilië 1973
De Grand Prix Formule 1 van Brazilië 1973 werd gehouden op 11 februari 1973 in Interlagos.

## Uitslag
| Positie | Nr | Rijder                | Team              | Ronden | Tijd/Opgave         | Startplaats | Punten |
| ------- | -- | --------------------- | ----------------- | ------ | ------------------- | ----------- | ------ |
| 1       | 1  | Emerson Fittipaldi    | Lotus-Ford        | 40     | 1:43:56.4           | 2           | 9      |
| 2       | 3  | Jackie Stewart        | Tyrrell-Ford      | 40     | 13.5                | 8           | 6      |
| 3       | 7  | Denny Hulme           | McLaren-Ford      | 40     | + 1:46.4            | 5           | 4      |
| 4       | 10 | Arturo Merzario       | Ferrari           | 39     | + 1 Ronde           | 17          | 3      |
| 5       | 9  | Jacky Ickx            | Ferrari           | 39     | + 1 Ronde           | 3           | 2      |
| 6       | 14 | Clay Regazzoni        | BRM               | 39     | + 1 Ronde           | 4           | 1      |
| 7       | 19 | Howden Ganley         | Iso Marlboro-Ford | 39     | + 1 Ronde           | 16          |        |
| 8       | 16 | Niki Lauda            | BRM               | 38     | + 2 Ronden          | 13          |        |
| 9       | 20 | Nanni Galli           | Iso Marlboro-Ford | 38     | + 2 Ronden          | 18          |        |
| 10      | 4  | François Cevert       | Tyrrell-Ford      | 38     | + 2 Ronden          | 9           |        |
| 11      | 17 | Carlos Reutemann      | Brabham-Ford      | 38     | + 2 Ronden          | 7           |        |
| 12      | 23 | Luiz Bueno            | Surtees-Ford      | 36     | + 4 Ronden          | 20          |        |
| NF      | 15 | Jean-Pierre Beltoise  | BRM               | 23     | Elektrisch probleem | 10          |        |
| NF      | 12 | Mike Beuttler         | March-Ford        | 18     | Oververhitting      | 19          |        |
| NF      | 6  | Carlos Pace           | Surtees-Ford      | 9      | Ophanging           | 6           |        |
| NF      | 5  | Mike Hailwood         | Surtees-Ford      | 6      | Versnellingsbak     | 14          |        |
| NF      | 11 | Jean-Pierre Jarier    | March-Ford        | 6      | Versnellingsbak     | 15          |        |
| NF      | 2  | Ronnie Peterson       | Lotus-Ford        | 5      | Wiel                | 1           |        |
| NF      | 18 | Wilson Fittipaldi Jr. | Brabham-Ford      | 5      | Oververhitting      | 11          |        |
| NF      | 8  | Peter Revson          | McLaren-Ford      | 3      | Versnellingsbak     | 12          |        |

## Statistieken
| Pole-position | Ronnie Peterson                | Lotus-Ford              | 2:30.5 |
| Snelste ronde | Emerson Fittipaldi Denny Hulme | Lotus-Ford McLaren-Ford | 2:35.0 |

## Noot
- Dit was het debuut van de Braziliaanse coureur Luiz Bueno.
- Eerste pole position voor Ronnie Peterson.
- Dit was de 37ste podiumplaats voor Jackie Stewart en hiermee vestigde hij een nieuw record. Hij verbrak het oude record van Graham Hill (36), gevestigd tijdens de Grote Prijs van Monaco van 1969.

1972 · 1973 · 1974 · 1975 · 1976 · 1977 · 1978 · 1979 · 1980 · 1981 · 1982 · 1983 · 1984 · 1985 · 1986 · 1987 · 1988 · 1989 · 1990 · 1991 · 1992 · 1993 · 1994 · 1995 · 1996 · 1997 · 1998 · 1999 · 2000 · 2001 · 2002 · 2003 · 2004 · 2005 · 2006 · 2007 · 2008 · 2009 · 2010 · 2011 · 2012 · 2013 · 2014 · 2015 · 2016 · 2017 · 2018 · 2019